# Великие Хутора
Великие Хутора (укр. Великі Хутори; с 1669 по 1920 — Великое) — село, 
Великохуторский сельский совет,
Шевченковский район,
Харьковская область.
Код КОАТУУ — 6325783501. Население по переписи 2001 года составляет 792 (367/425 м/ж) человек.
Является административным центром Великохуторского сельского совета, в который, кроме того, входит село
Журавка.

## Географическое положение
Село Великие Хутора находится в верховьях балки Волчья.
По балке протекает пересыхающий ручей с запрудами.
На расстоянии в 2,5 км расположены села Журавка и Никольское.
В 3-х км протекает река Великий Бурлук (правый берег).

## История
- 1669 — дата основания как села Великое.
- 1920 — переименовано в село Великие Хутора.
- 2022 — Село захвачено ВС РФ. 11 сентября в ходе контрнаступления ВСУ на Харьковском направлении освобождено

## Экономика
- Сельскохозяйственное ООО «Червоный партизан».

## Объекты социальной сферы
- Детский сад.
- Школа.
- Дом культуры.
- Фельдшерско-акушерский пункт.

## Достопримечательности
- Братская могила советских воинов и памятный знак воинам-односельчанам. Похоронено 8 воинов.